# Roku
Roku（ロク）はアメリカ合衆国・サンノゼに本社を置く企業Roku, Inc.が開発したメディアストリーミング端末、およびスマートテレビ向けのOS。
名称のRokuは日本語の六から由来している。命名者は同社の創業者アンソニー・ウッドで、彼の人生で6番目に創業した会社である。

## 概要
Rokuは2008年5月に、ネットフリックス向けのセットトップボックスとして第1世代が発表。2019年時点で第8世代まで発表されている。4K出力に対応しており、1000チャンネル以上のテレビ・ラジオが視聴できる。
また2014年にスマートテレビ向けプラットフォームのRoku TVが発表され、TCL、ハイセンスなどのスマートテレビへの接続に対応した。
アメリカ国内ではストリーミングサービスが定着するにつれて、「コード・カッティング」と呼ばれる、ケーブルテレビの解約が増加している。2019年時点で、Rokuはアメリカ国内でGoogle Chromecast
、Amazon Fire TVなどのストリーミングデバイスよりも多くのシェアを獲得しており、ケーブルテレビに変わるコンテンツ取得方法としてRokuを利用することが最もポピュラーな方法となっている。Rokuを利用してネットフリックスやAmazon Prime Videoなどのコンテンツサービスを利用できるほか、Roku独自のコンテンツを広告つきで楽しむことができる。